# Alberto Contreras (actor)
Alberto Contreras España; ? - Buenos Aires, Argentina; 12 de agosto de 1948) fue un actor que nació en España, donde actuó en el teatro. Tuvo una larga trayectoria en cine en Argentina, donde llegó huyendo de la guerra civil española.
En su país natal formó parte de la compañía encabezada por Margarita Xirgu. Ya en Argentina desempeñó papeles secundarios en muchos filmes, destacándose en especial en los cumplidos en La hija del Ministro (1943) y en La serpiente de cascabel (1948).
Falleció el 12 de agosto de 1948 tras una larga enfermedad. Posteriormente al año siguiente se estrenaron tres películas póstumas en las que intervino simultáneamente: El extraño caso de la mujer asesinada con María Duval y Ángel Magaña; Don Juan Tenorio con Luis Sandrini y Tita Merello; e Historia del 900 con Hugo del Carril y Sabina Olmos.

## Filmografía
Actor
- Historia del 900    (1949)
- Don Juan Tenorio    (1949)
- El extraño caso de la mujer asesinada    (1949)... Renato
- La serpiente de cascabel    (1948) .... Gerardo
- La senda oscura    (1947)… Dr. Esteban Vargas
- Milagro de amor    (1946)
- Rosa de América    (1946)
- El pecado de Julia    (1946)
- Las seis suegras de Barba Azul    (1945)
- Se abre el abismo    (1945) …Mariano Fábregas
- Villa Rica del Espíritu Santo    (1945)
- Nuestra Natacha    (1944)
- La piel de Zapa    (1943) .... Tagliaferre
- La guerra la gano yo    (1943)
- La hija del Ministro    (1943)
- En el viejo Buenos Aires    (1942)
- Adolescencia    (1942)
- Tú eres la paz    (1942)
- Bodas de sangre    (1938)